# Ꝛ
Cette page contient des caractères spéciaux ou non latins. S’ils s’affichent mal (▯, ?, etc.), consultez la page d’aide Unicode.
Ꝛ (minuscule ꝛ), appelé r de ronde ou r rotunda, est une variante de la lettre R et une lettre additionnelle qui était utilisée dans les manuscrits médiévaux et livres imprimés jusqu’au XVIe siècle.
Elle a été réutilisée par les médiévistes dans différentes études d’ouvrages médiévaux en moyen gallois ou vieux norrois à partir du XIXe siècle.

## Utilisation

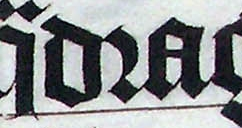
Un r de ronde utilisé comme variante du r après un d cursif ‹ ẟ › dans une bible en latin de 1407.

Dans la minuscule caroline, elle a la forme d’un petit 2 ou la forme d’un petit R sans la hampe de gauche, et était principalement utilisée après les lettres à panse.
Dans les manuscrits en moyen gallois, elle est aussi utilisée comme variante du r après les lettres à panse mais pas exclusivement.
Dines Andersen (da) et Christian Blinkenberg utilisent le r rotunda ‹ ꝛ › comme symbole phonétique dans une description phonétique du danois publiée en 1888.

## Représentation informatique
Le r de ronde peut être représenté avec les caractères Unicode (Latin étendu D) suivants :
| formes    | représentations | chaînes de caractères | points de code | descriptions                                   |
| --------- | --------------- | --------------------- | -------------- | ---------------------------------------------- |
| capitale  | Ꝛ               | Ꝛ                     | U+A75A         | lettre majuscule latine r de ronde             |
| minuscule | ꝛ               | ꝛ                     | U+A75B         | lettre minuscule latine r de ronde             |
| exposant  | ◌ᷣ               | ◌ᷣ                     | U+1DE3         | diacritique lettre minuscule latine r de ronde |